# Emmanuelle Seigner
Emmanuelle Seigner, nascuda el 22 de juny de 1966 a París, és una actriu i cantant francesa.

## Biografia

### Carrera

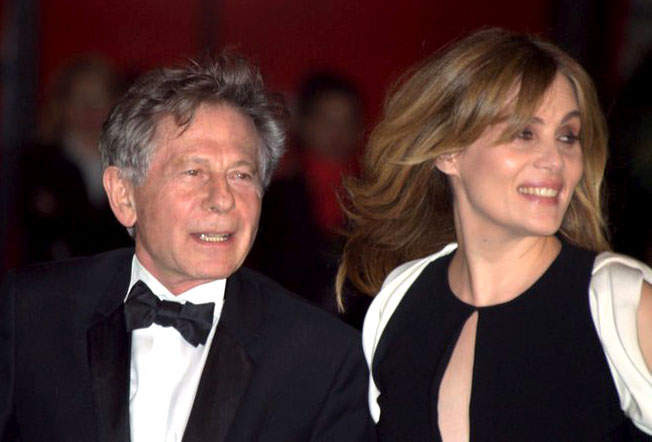
Emmanuelle Seigner i el seu marit Roman Polanski a la 36e cerimònia dels César l'any 2011.

Es va donar a conèixer al públic pel film Détective, de Jean-Luc Godard, i a continuació pel thriller parisenc de Roman Polanski, Frenètic.
Va mostrar una altra faceta d'interpretació amb Bitter Moon, història d'un escriptor americà que viu a París i s'enamora d'una jove parisenca. Després d'un parèntesi absent de la gran pantalla va tornar amb La Novena Porta i a continuació va rodar  Plaça Vendôme i  Backstage.
L'any 2007, torna a l'escena gràcies a un àlbum de rock'n'roll, escrit i compost pel grup Ultra Orange amb el qual comença un recorregut a través d'Europa. Dos èxits cinematogràfics completen aquesta incursió musical: La vida en rosa d'Olivier Dahan, protagonitzada per Marion Cotillard en el paper d'Édith Piaf, on Seigner interpreta el paper de Titine, una prostituta, a continuació L'escafandre i la papallona, on fa el paper de l'ex-dona de Jean-Dominique Bauby, redactor en cap de la revista Elle, que cau en un coma profund.
El 2017, va rodar al costat d'Eva Green el thriller psicològic dirigit per Roman Polanski, basat en una adaptació cinematogràfica de la novel·la homònima de Delphine de Vigan, presentada fora de competició a la 70 edició del Festival de Cannes, el 27 de maig de 2017. Emmanuelle Seigner, va participar en la pel·lícula 'J'accuse' del seu company Roman Polanski que es va presentar el 30 d'agost del 2019 al Festival de Cinema de Venècia amb bona rebuda per part de la crítica.

### Vida Privada
Filla de Jean-Louis Seigner (1941-2020), fotògraf, i d'Aline Ponelle, periodista És la germana gran de Mathilde Seigner, artista, i de Marie-Amélie Seigner, cantant.
Es va casar amb Roman Polanski el 30 d'agost de 1989. Tenen dos fills, Morgane (nascuda l'any 1993) i Elvis (nascut l'any 1998).

## Filmografia
| Any  | Títol                                        | Paper                     | Director                  | Notes                                                                    |
| ---- | -------------------------------------------- | ------------------------- | ------------------------- | ------------------------------------------------------------------------ |
| 1984 | L'année des méduses                          |                           | Christopher Frank         |                                                                          |
| 1985 | Détective                                    | Princesa de Bahamas       | Jean-Luc Godard           |                                                                          |
| 1986 | Cours privé                                  | Zanon                     | Pierre Granier-Deferre    |                                                                          |
| 1988 | Frenètic                                     | Michelle                  | Roman Polanski            |                                                                          |
| 1990 | Il male oscuro                               | Esposa de Giuseppe Marchi | Mario Monicelli           |                                                                          |
| 1992 | Bitter Moon                                  | Mimi                      | Roman Polanski            |                                                                          |
| 1994 | Le Sourire                                   | Odile                     | Claude Miller             |                                                                          |
| 1996 | Pourvu que ça dure                           | Julie Neyrac              | Michel Thibaud            |                                                                          |
| 1997 | Nirvana                                      | Lisa                      | Gabriele Salvatores       |                                                                          |
| 1997 | La divine poursuite                          | Bobbi                     | Michel Deville            |                                                                          |
| 1998 | RPM                                          | Michelle Claire           | Ian Sharp                 |                                                                          |
| 1998 | Place Vendôme                                | Nathalie                  | Nicole Garcia             | Nominada– Premi César millor actriu secundària                           |
| 1999 | La novena porta                              | La noia                   | Roman Polanski            |                                                                          |
| 1999 | Buddy Boy                                    | Gloria                    | Mark Hanlon               |                                                                          |
| 2001 | Laguna                                       | Thelma                    | Dennis Berry              |                                                                          |
| 2001 | Streghe verso nord                           | Lucilla                   | Giovanni Veronesi         |                                                                          |
| 2003 | Corps à corps                                | Laura Bartelli            | François Hanss            |                                                                          |
| 2003 | Os Imortais                                  | Madeleine Durand          | António-Pedro Vasconcelos |                                                                          |
| 2004 | Il se marièrent et eurent beaucoup d'enfants | Nathalie                  | Yvan Attal                |                                                                          |
| 2004 | Sans toi                                     | Armelle                   | Liria Bégéja              | Curtmetratge                                                             |
| 2005 | Backstage                                    | Lauren Waks               | Emmanuelle Bercot         |                                                                          |
| 2007 | La Vida en rosa                              | Titine                    | Olivier Dahan             | Nominated – Satellite Award for Best Supporting Actress – Motion Picture |
| 2007 | L'escafandre i la papallona                  | Céline                    | Julian Schnabel           |                                                                          |
| 2007 | Four Last Songs                              | Helena                    | Francesca Joseph          |                                                                          |
| 2009 | Giallo                                       | Linda                     | Dario Argento             |                                                                          |
| 2009 | Sopar d'amics                                | Sarah Mattei              | Danièle Thompson          |                                                                          |
| 2010 | Essential Killing                            | Margaret                  | Jerzy Skolimowski         |                                                                          |
| 2010 | Chicas                                       | Nuria                     | Yasmina Reza              |                                                                          |
| 2012 | Quelques heures de printemps                 | Clémence                  | Stéphane Brizé            |                                                                          |
| 2012 | A la casa                                    | Esther Artole             | François Ozon             |                                                                          |
| 2012 | L'homme qui rit                              | Duquesa Josiane           | Jean-Pierre Améris        |                                                                          |
| 2013 | La Venus de les pells                        | Vanda Jourdain            | Roman Polanski            | Nominada – Premi César a la millor actriu                                |
| 2013 | Croire                                       | Isabelle                  | Nicolas Cazalé            | Curtmetratge                                                             |
| 2016 | Réparer les vivants                          | Marianne                  | Katell Quillévéré         |                                                                          |
| 2016 | Le divan de Staline                          | Lidia                     | Fanny Ardant              |                                                                          |
| 2016 | The Siege of Jadotville                      | Madame LaFontagne         | Richie Smyth              |                                                                          |
| 2017 | Basada en fets reals                         | Delphine Dayrieux         | Roman Polanski            |                                                                          |
| 2018 | At Eternity's Gate                           | Madame Ginoux             | Julian Schnabel           |                                                                          |
| 2018 | Insoupçonnable                               | Chloé                     | Christophe Lamotte        | Sèrie de televisió (10 episodis)                                         |
| 2019 | J'accuse                                     | Pauline Monnier           | Roman Polanski            |                                                                          |

### Nominacions
- 2014: Prix Lumières a la millor actriu - La Vénus à la fourrure (nominada)
- 2014: César a la millor actriu - La Vénus à la fourrure (nominada)
- 1999: César de la millor actriu secundària - Plaça Vendôme (nominada)

## Teatre
- 2000: Fernando Krapp m'a écrit cette lettre de Tankred Dorst, dirigida per Bernard Murat, Théàtre Montparnasse
- 2003: Hedda Gabler de Henrik Ibsen, dirigida per Roman Polanski, Théâtre Marigny
- 2012: Le Retour d'Harold Pinter, escenificada Luc Bondy, Théâtre de l'Odéon, gira.

## Discografia

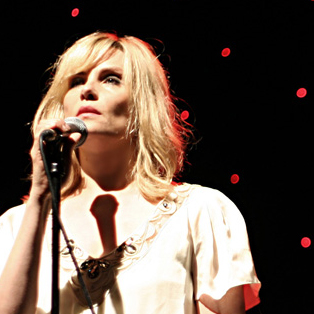
Emmanuelle Seigner en concert a Londres l'any 2010

### Àlbums
- 2005: Backstage (B.O. del film homònim. Emmanuelle Seigner, àlies Lauren Waks, canta sobre 9 cançons de l'àlbum, resta de temes són instrumentals.)[15]
- 2010: Dingue.
- 2014: Distant Lover[16]

### Altres
- 2004: Aparició al clip vídeo Hands around my throat del grup electro britànic Death in Vegas.
- 2006: En duo amb Bryan Adams - Ce n'était qu'un rêve (single)[17]
- 2007: Documental musical, Lou Reed's Berlín, de Julian Schnabel : Caroline[18]
- 2007: Àlbum Ultra Orange and Emmanuelle amb Ultra Orange (Gil Lesage i Pierre Émery) Una de les cançons és utilitzada a la banda-so del film L'escafandre i la papallona.
- 2008: Single Les mots simples duo amb Brett Anderson de Suede i The Tears.
- 2010: Col·laboració sobre l'àlbum del músic polonès Smolik, per al títol Forget me not.
- 2014: Marxe a l'ombre, de l'àlbum-homenatge col·lectiu La Bande à Renaud volum 2
- 2018: The Limiñanas – Shadow People.